# Salpis aenea
Salpis aenea är en fjärilsart. Salpis aenea ingår i släktet Salpis och familjen mätare. Inga underarter finns listade.